# Pietro Gorini
Pietro Gorini (Roma, 16 febbraio 1955) è un autore televisivo, umorista ed enigmista italiano.

## Biografia
Si diploma al liceo classico Augusto che gli trasmette l'amore per i Greci, che non lo abbandonerà più. 
Nel 1977 incontra Gianfranco Tartaglia, disegnatore, col quale inizia un lungo e fruttuoso sodalizio con lo pseudonimo Passepartout, pubblicando vignette di satira politica e di costume sui maggiori giornali italiani (La Repubblica, Corriere della Sera ecc), che culmina nel Premio Forte dei Marmi di Satira Politica 1992.
Nel 1991 comincia a lavorare in tv. È autore, fra gli altri, di due programmi storici della tv italiana, Il Grande Gioco dell'Oca (Raidue) e Sarabanda (Italia 1). 
Ha pubblicato 35 libri di umorismo, giochi, satira.
Nel 2014 realizza la performance Nice Two Meet You con la regista Silvana Maja. Stringe la mano a 1.000 persone diverse in 10 situazioni significative in cui la convivenza multiculturale è a rischio: con il semplice gesto della stretta di mano si simboleggia il desiderio di superare tutte le barriere.
Nel 2015, dalle sue battute umoristiche, viene tratto lo spettacolo teatrale  "Oscenica", interpretato e diretto da Luigi Acunzo. 
Nel mese di luglio 2015 crea su FB, con altri autori,  il gruppo "Sarò Bre", un esperimento di letteratura breve che raccoglie frasi originali lunghe al massimo 10 parole.
Tra il 2015 e il 2016 cura due libri e realizza tre show con le frasi degli autori di Sarò Bre', molti dei quali salgono sul palco.
Nel 2016 ha creato Lex in Lemniscate, board game per due o più giocatori. Colleziona chiasmi.

## Vita privata
Ha due figli.

## Giochi
- 2024 – La scatola di Napoleone –  600 domande sul grande condottiero (L’Airone)
- 2023 – SPQR scatola gioco – 600 domande sull’Antica Roma (L’Airone)
- 2023 – Enigmi della Sfinge scatola gioco -150 indovinelli ed enigmi (L’Airone)
- 2016 – Lex in Lemniscate, board game (editrice Planplay)

## Libri

### Saggi
- 2025 – Il trono e il letto - Gremese editore
- 2009 - L'arte di odiare - Gremese Editore

### Umorismo
- 2022 – Ho tanto DNA da farci un altro, Edizioni Chiasmo
- 2021 – Sono brevilineo per non annoiare, Edizioni Chiasmo
- 2020 - Nacqui. La fortuna del principiante, Edizioni Chiasmo
- 2018 - Sii te stesso (gli altri sono tutti presi), Sarò Bre’ Edizioni
- 2016 - In foto vengo felice - Raccola di aforismi, Sarò Bre' Edizioni
- 2016 - Vivo a frasi alterne - Cura del libro collettaneo di aforismi originali, A.G. Editions
- 2016 - AH! AH! AH! - Cercasi amore vivo o morto - Cura del libro collettaneo di aforismi originali, Sarò Bre' edizioni
- 2012 - Voglio il mio avocado!- Il Giocabolario - L'Airone Editrice Roma
- 1999 - Motto che parla - Più di mille battute per ridere alla grande dalla A alla Z! - L'Airone Editrice Roma
- 1978 - Il Giocabolario - Mondadori

### Giochi
- Giochi di scacchiere giochi di piacere - (Mondadori)
- Quiz paradossali giochi d'astuzia - (Mondadori)
- Giochi con la lingua italiana - (Mondadori)
- 365 giochi per tutto l'anno - (Mondadori)
- Natale giochi - (Mondadori)
- Estate giochi - (Mondadori)
- Carta vince - (Mondadori)
- Giochi per le vacanze - (Mondadori)
- I giochi di ieri - (Gremese)
- Giochi e feste popolari d'Italia e d'Europa - (Gremese)
- Il Quizionario delle canzoni - (Gremese)
- I giochi di ieri voll 1-2 - (Gremese)
- Tutti i Giochi portano al mare - (L'Airone)
- Giochi d'azzardo - (L'Airone)
- Giochi proibiti - (L'Airone)
- Partire è un po' giocare  - (L'Airone)
- Impara l'arte…delle carte - (L'Airone)
- Diamo i numeri - (L'Airone)
- Quant' bello indovinello ' - (L'Airone)
- Il Grande Libro degli Enigmi 1  - (Gremese)
- Il Grande Libro degli Enigmi 2  - (Gremese)
- Enigmi matematici - (L'Airone)
- Enigmi intuitivi  - (L'Airone)
- Millegiochi - (Gremese)

### Passepartout
- Primo amore - (Multimedia)
- Più seni più bulli - (Gremese)
- Leader bene chi leader ultimo - (Gremese)
- Il piacere è tutto mio - (Gremese)
- Il seno di poi - (Gremese)
- Prima il piacere - (Gremese)

## Programmi televisivi
- TILT – Tieni il Tempo (Italia Uno, 2024)
- Scherzi a parte (Canale 5, 2021)
- Name That Tune - Indovina la canzone (TV8, 2020-2021)
- Gess My Age - Indovina l'età (TV8, 2017-2021)
- Un minuto per vincere (Rai 2, 2013)
- Mi gioco la nonna (Rai 1, 2012)
- Superbrain (Rai 1, 2012)
- lI braccio e la mente (Canale 5, 2012)
- Stelle in piazza (Rai 1, 2010)
- Trasformat (Italia 1, 2010)
- Jackpot  - Fate il vostro gioco (Canale 5, 2008) -Viva Las Vegas (Italia 1, 2008)
- Prendere o Lasciare (Italia 1, 2008)
- La ruota della fortuna (Italia 1, 2007-2009)
- La talpa remix (Italia 1, 2006)
- La fattoria  (Canale 5, 2006)
- La talpa (Italia 1, 2006)
- Super Sarabanda (Italia 1, 2005)
- Il gioco dei nove (Italia 1, 2004)
- L'imbroglione (Canale 5, 2004)
- Sarabanda - Scala & vinci (Italia 1, 2004)
- Sarabanda Junior (Italia 1, 2003)
- Sarabanda Halloween (Italia 1, 2003)
- Sarabanda Wrestling (Italia 1, 2003)
- Papirazzo (Italia 1, 2003)
- Sarabanda - La Sfida (Italia 1, 2002, marzo 2003, settembre 2003)
- Sarabanda - Gran Galà Valentina e i grandi campioni (Italia 1, 2002)
- Sarabanda - I Più Forti!  (Italia 1, 2001-2002)
- Sarabanda - The Match (Italia 1, 2001)
- Giochi senza frontiere (Rai 1, 1999)
- Beato tra le donne (Canale 5, 1999)
- Sarabanda Special (Italia 1, 1998)
- Sarabanda - Speciale 425 milioni (Italia 1, 1998)
- Sarabanda (Italia 1, 1997-2004, 2017)
- Una volta al mese (Canale 5, 1997)
- Arriba Arriba (Rai 2, 1996)
- Vita da cani (Rai 2, 1995)
- El Gran Juego de la Oca (Antena 3, 1994)
- La noche de los castillos (Tve 1, 1994)
- Il grande gioco dell'oca (Rai 2, 1993-1994)
- Domenica in (Rai 1, 1992-1993)
- Piacere Raiuno (Rai 1, 1991)

## Collaborazioni con vignette Passepartout
Corriere della Sera, La Repubblica, Il Messaggero, L'Espresso, Europeo, Mondo Economico, Il Mondo, Auto oggi, Moda, Playboy, Playmen